# Великие Шестаки (Дятловский район)
Вели́кие Шестаки́ (бел. Вялікія Шастакі) — деревня в Войневичском сельсовете Дятловского района Гродненской области Белоруссии. Согласно переписи населения 2009 года в Великих Шестаках проживало 64 человека. Площадь сельского населённого пункта составляет 46,98 га, протяжённость границ — 5,47 км.

## География
Великие Шестаки расположены в 30 км к юго-востоку от Дятлово, 177 км от Гродно.

## История
Согласно переписи населения 1897 года Великие Шестаки — деревня в Роготненской волости Слонимского уезда Гродненской губернии (36 домов, 227 жителей).
В 1921—1939 годах Великие Шестаки находились в составе межвоенной Польской Республики. В этот период деревня относилась к сельской гмине Роготно Слонимского повята Новогрудского воеводства. В 1923 году в Великих Шестаках насчитывалось 45 хозяйств, проживало 254 человека. Рядом находился фольварк (2 хозяйства, 16 жителей). В сентябре 1939 года Великие Шестаки вошли в состав БССР.
В 1996 году Великие Шестаки входили в состав Роготновского сельсовета и колхоза «Горка». В деревне имелось 67 хозяйств, проживало 126 человек.
21 декабря 2009 года деревня была передана из Роготновского в Войневичский сельсовет.